# Antarcturus hempeli
Antarcturus hempeli là một loài chân đều trong họ Antarcturidae. Loài này được Wägele miêu tả khoa học năm 1988.